# Olasz harangvirág
Az olasz harangvirág (Campanula bononiensis) a fészkesvirágzatúak (Asterales) rendjébe, ezen belül a harangvirágfélék (Campanulaceae) családjába tartozó faj.

## Elterjedése

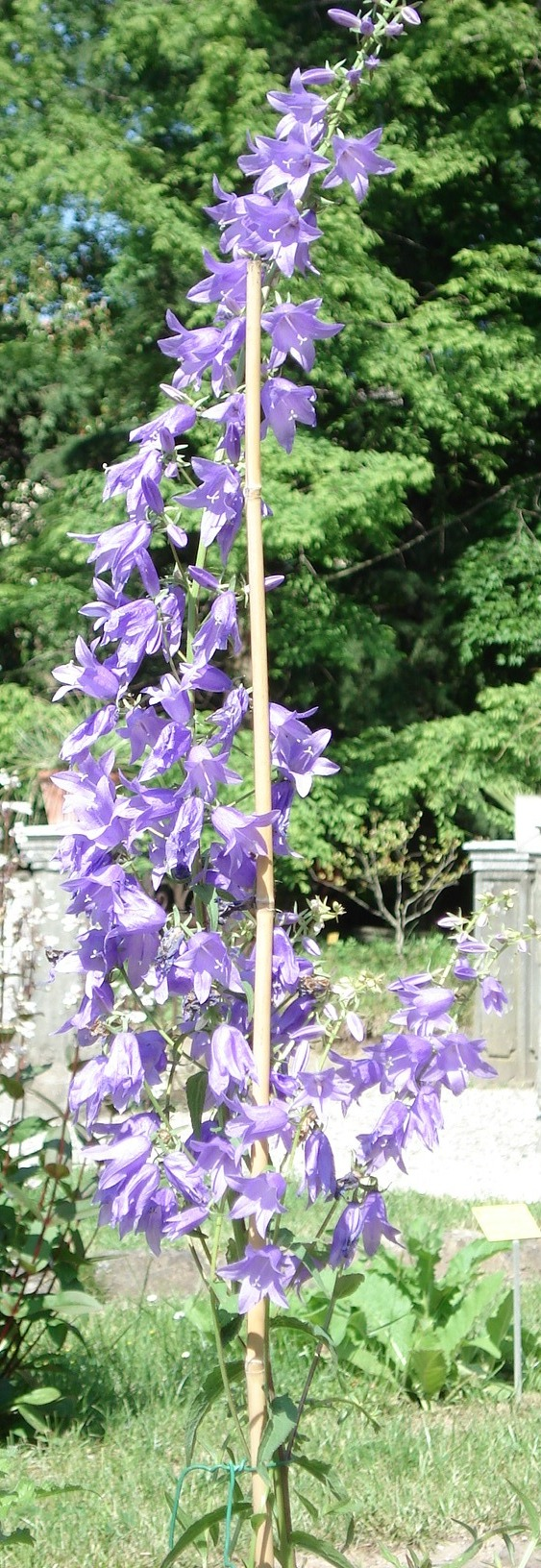
Olasz harangvirág (Campanula bononiensis) nyúlánk bugavirágzata

Erdőssztyepp faj, száraz és félszáraz gyepekben, erdőszéleken, bokros lejtőkön fordul elő. A Magyar-középhegységben és a Dunántúlon gyakoribb, az Alföldön ritkább.

## Megjelenése
A bugavirágzat feltűnően hosszú, keskeny, csak az alján leveles, a szirmok halvány ibolyaszínűek, a párta 10–20 milliméter hosszú. A levelek és a szár szőrösek, a tőlevelek tojásdadok, hegyesek, szélük csipkés, válluk szíves, nyelesek, a szárlevelek ülők.

## Életmódja
A virágzási ideje június–szeptember között van.